# آبگیرشناسی

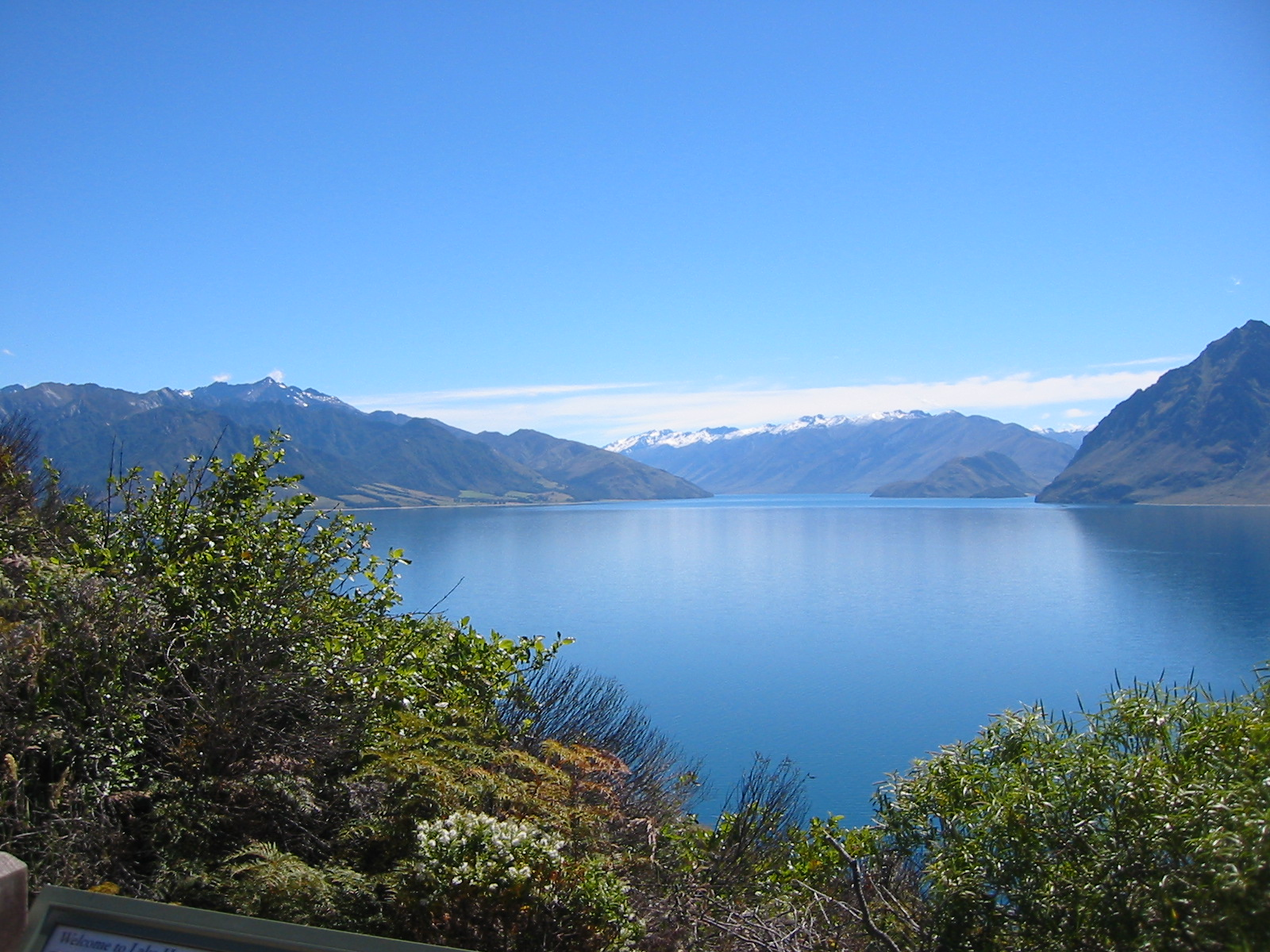
دریاچه هاوا، نیوزلند

دریاچه‌شناسی یا آبگیرشناسی یا لیمنولوژی (به انگلیسی: Limnology)، دانش مطالعه آب‌های داخلی است. آب‌های داخلی شامل انواع آبگیرها است ازجمله دریاچه، برکه، رودخانه، چشمه و تالاب و به‌طور کل هر گونه پهنه آبی به‌جز دریاها و اقیانوس‌ها.
آبگیرشناسی به عنوان شاخه‌ای از علوم محیط زیست و بوم‌شناسی به شمار رفته و جنبه‌های زیستی، شیمیایی، فیزیکی و زمین‌شناختی بوم‌سازگان آبی اعم از شیرین یا شور، ساکن یا روان، طبیعی یا ساخته انسان را مطالعه می‌کند.

## دریاچه‌ها از نظر آبگیرشناسی
آبگیرشناسی دریاچه‌ها را بر مبنای شاخص غذایی طبقه‌بندی می‌کند.
- پرغذاساز
- کم‌غذاساز، از این نظر یک دریاچه کم‌غذاساز (الیگوترافیک) محیطی است که ویژگی اصلی آن میزان پایین مغذی‌ها در آن است.